# 四街镇
四街镇，是中华人民共和国云南省玉溪市通海县下辖的一个镇。

## 行政区划
四街镇下辖以下地区：
七街社区、四街社区、四寨村、者湾村、龚杨村、大营村、十街村、二街村、六街村和海东村。